# Vuurtoren van Vinga
De Vuurtoren van Vinga (Zweeds: Vinga fyr) is een vuurtoren op het eiland Vinga voor de kust van de stad Göteborg in Zweden en behoort tot de gemeente Göteborg in de provincie Västra Götalands län. De vuurtoren staat aan de oostzijde van het Kattegat op het eiland met ten westen aan de overzijde van het water de plaats Skagen op het Deense eiland Vendsyssel-Thy.
De vuurtoren is een bekende vuurtoren in Zweden en een symbool van de stad Göteborg. Het eiland met de vuurtoren is een toeristische attractie en in de zomer worden er rondleidingen op het eiland gegeven.
Op het eiland staat er ook een rood piramidevormig dagmerk uit 1857 (een kaap) en een uitkijktoren (de oudste vuurtoren) met een grijze romp en een rood bovendeel.

## Geschiedenis
In 1841 werd op het eiland de eerste vuurtoren gebouwd en had als eerste Zweedse een lens.
In 1854 bouwde men een tweede vuurtoren op het eiland na klachten dat over een lange afstand het onduidelijk was welke vuurtoren ze zagen, de vuurtoren van Vinga of de vuurtoren van Skagen. De vlam van de toren brandde op koolzaadolie.
In de jaren 1880 ontstond er de behoefte aan een betere en hogere vuurtoren. Deze derde toren werd gebouwd in 1890 en het vuur brandde op paraffine. De oudste vuurtoren werd omgebouwd tot een uitzichttoren en de tweede vuurtoren werd afgebroken.
In 1948 werd de vuurtoren geëlektrificeerd en in 1974 geautomatiseerd. Hij wordt op afstand bediend door de Zweedse Zeedienst. Deze dienst wilde de vuurtoren in 2007 deactiveren omdat de commerciële scheepvaart het niet meer nodig heeft, maar op die plannen volgde een hevig protest en de toren is nog steeds actief.